# Kanslirätt
Kanslirätt, juridik, den särskilda domstol, som under lång tid ägde att avdöma tjänstefel, begångna av de till K. M:ts kansli hörande ämbets- och tjänstemän. Redan 1626 års kansliordning tillerkände rikskanslern och rikskansliråden befogenhet att ålägga kansliets tjänstemän vissa straff, och genom 1661 års kansliordning fastslogs, att Kanslikollegium skulle ha egen jurisdiktion över kanslipersonalen rörande tjänstefel. 
För detta ändamål organiserades inom kansliet en särskild kanslirätt. Enligt k. instruktion för Justitiestatsdepartementet 3 juli 1840 bestod denna av justitiekansleren som ordförande samt expeditionscheferna, revisionssekreterarna och kabinettssekreteraren som ledamöter; sekreterare och aktör tillsattes av K. M:t vid ledighet. 
Kanslirättens befogenhet att döma över tjänstefel av postverkets personal upphörde på grund av k. kung. 9 november 1836. Kanslirätten indrogs genom k. kung. 11 januari 1870; de mål, som förut lytt under kanslirätten, lades dels under Högsta domstolen och dels under Svea hovrätt.